# Ceurih Cot
Ceurih Cot is een bestuurslaag in het regentschap Pidie van de provincie Atjeh, Indonesië. Ceurih Cot telt 284 inwoners (volkstelling 2010).